# Verkehrte Welt (2022)
Verkehrte Welt (Originaltitel: L'innocent) ist eine Kriminal-Komödie von Louis Garrel, der im Mai 2022 bei den Filmfestspielen in Cannes seine Premiere feierte und im Oktober 2022 in die französischen Kinos kam. Die deutschsprachige Erstausstrahlung erfolgte am 23. Oktober 2024 auf Arte.

## Handlung
Die 60-jährige Sylvie hat sich in den Schläger Michel verliebt, den sie im Gefängnis heiratet. Beide träumen von einem Neuanfang und wollen einen Blumenladen eröffnen. Sylvies Sohn Abel sieht die Beziehung jedoch mit Argwohn und ist überzeugt, dass Michel rückfällig werden wird.

## Produktion

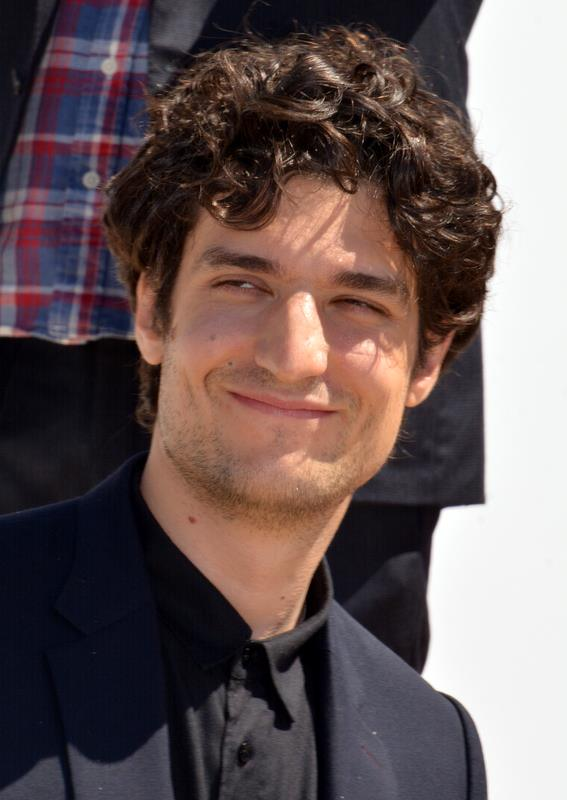
Als Schauspieler war Louis Garrel in Cannes bislang ein ständiger Gast

Regie führte Louis Garrel, der gemeinsam mit Tanguy Viel auch das Drehbuch schrieb. Es handelt sich bei Verkehrte Welt nach Zwei Freunde (Les deux amis, 2015), Ein Mann zum Verlieben (L’homme fidèle, 2018) und La croisade (2021) um seine vierte Regiearbeit. Anouk Grinberg spielt Sylvie, Roschdy Zem ihren neuen Ehemann Michel. Garrel selbst ist in der Rolle von Sylvies Sohn Abel zu sehen, Noémie Merlant als Clémence.
Die Dreharbeiten wurden am 29. November 2021 im Département Rhône begonnen. Als Kameramann fungierte Julien Poupard, mit dem Garrel auch für seinen letzten Film La croisade zusammenarbeitete.
Die Filmmusik komponierte Grégoire Hetzel. Das Soundtrack-Album mit insgesamt 19 Musikstücken wurde Anfang November 2022 von Cristal Publishing und Editions Musicales François als Download veröffentlicht.
Die Premiere erfolgte am 24. Mai 2022 bei den Filmfestspielen in Cannes. Garrel war dort auch in dem Filmdrama L’envol von Pietro Marcello und in dem Spielfilm Forever Young (Les Amandiers, 2022) von Valeria Bruni Tedeschi als Schauspieler zu sehen. Ende September 2022 wurde der Film beim Zurich Film Festival gezeigt und hiernach beim Festival International du Film Francophone de Namur. Der Kinostart in Frankreich erfolgte am 12. Oktober 2022.

## Rezeption

### Kritiken
Von den bei Rotten Tomatoes aufgeführten Kritiken sind 98 Prozent positiv bei einer durchschnittlichen Bewertung mit 7,4 von 10 möglichen Punkten. Das Lexikon des internationalen Films zieht folgendes Fazit: „Eine ungewöhnliche Krimikomödie mit einem vorzüglichen Drehbuch, das immer wieder unerwartete Kippmomente von Humor zu Ernst und umgekehrt parat hat. Der Gangsterplot ist dabei letztlich nur Beiwerk für den dialogischen Schlagabtausch zwischen den ausgezeichnet gespielten Neurotikern.“

### Auszeichnungen
César 2023
- Nominierung als Bester Film
- Nominierung für die Beste Regie (Louis Garrel)
- Auszeichnung für das Beste Drehbuch (Louis Garrel, Tanguy Viel und Naïla Guiguet)
- Nominierung als Bester Hauptdarsteller (Louis Garrel)
- Nominierung als Beste Nebendarstellerin (Anouk Grinberg)
- Auszeichnung als Beste Nebendarstellerin (Noémie Merlant)
- Nominierung als Bester Nebendarsteller (Roschdy Zem)
- Nominierung für die Beste Filmmusik (Gregoire Hetzel)
- Nominierung für Besten Filmschnitt (Pierre Deschamps)
- Nominierung für Besten Ton (Laurent Benaim, Alexis Meynet und Olivier Guillaume)
- Nominierung für die Besten Kostüme (Corinne Bruand)

Festival International du Film Francophone de Namur 2022
- Nominierung im Wettbewerb
- Auszeichnung für das Beste Drehbuch (Louis Garrel, Tanguy Viel und Naïla Guiguet)[8][12]

Prix Lumières 2023
- Nominierung für das Beste Drehbuch (Louis Garrel und Tanguy Viel)
- Nominierung als Beste Darstellerin (Noémie Merlant)
- Nominierung als Bester Darsteller (Louis Garrel)
- Nominierung für die Beste Filmmusik (Grégoire Hetzel)

San Sebastián International Film Festival 2022
- Nominierung für den Publikumspreis / City of Donostia Audience Award (Louis Garrel)